# Храм Васкрсења Христовог у Станарима
Храм Васкрсења Христовог у Станарима, насељеном месту на територији општине Станари, припада Епархији зворничко–тузланској Српске православне цркве.

## Историјат
Освештање земљишта и постављање крста на месту изградње спомен храма Васкрсења Христовог у Станарима, за 250 страдалих бораца, је обављено на Ускрс, а градња је почела 22. новембра 2010. године. Темеље је освештао 1. маја 2011. епископ зворничко-тузлански Василије Качавенда. Владика Фотије Сладојевић је Орденом краља Драгутина – Преподобног Теоктиста одликовао посланика у Народној скупштини Републике Српске Горана Јеринића, начелника општине Станари Душана Панића и Јадранка Меденицу из Станара за заслуге у изградњи храма.
Епископ зворничко–тузлански Хризостом Јевић је 10. октобра 2014. године освештао крстове за пет купола и 19. априла 2015. нова звона. Храм Васкрсења Христовог у Станарима је 5. августа 2018. освештао епископ зворничко–тузлански Фотије Сладојевић уз саслужење епископа горњокарловачког Герасима Поповића, бихаћко–петровачког Сергија Карановића, осјечкопољског и барањског Херувима Ђермановића и свештенство архијерејског намјесништва добојског. Освештању су присуствовали председник Републике Српске Милорад Додик, заменик министра одбране Босне и Херцеговине Борис Јеринић, председник општине Топола Драган Живановић са делегацијом и представници општине Станари.